# Acer platynoides
Acer platynoides é uma espécie de árvore do gênero Acer, pertencente à família Aceraceae.